# رام کارمی
رام کارمی (عبری: רם כרמי‎؛ 1931 – ۱۱ آوریل ۲۰۱۳) معمار اهل اسرائیل بود.
وی همچنین برندهٔ جوایزی همچون جایزه اسرائیل شده‌است.